# Nelenî, Nedrîhailiv
Nelenî (în ucraineană Нелени) este un sat în comuna Hrînivka din raionul Nedrîhailiv, regiunea Sumî, Ucraina.

## Demografie
Componența lingvistică a localității Nelenî
     Ucraineană (95,24%)
     Rusă (4,76%)
Conform recensământului din 2001, majoritatea populației localității Nelenî era vorbitoare de ucraineană (95,24%), existând în minoritate și vorbitori de rusă (4,76%).